# Lądowisko Jaryszewo
Lądowisko Jaryszewo – lądowisko w Jaryszewie, położone w gminie Obrzycko, w województwie wielkopolskim, ok. 11 km na północ od Szamotuł. Należy do Lasów Państwowych.
Lądowisko powstało w 2012, figuruje w ewidencji lądowisk Urzędu Lotnictwa Cywilnego. 
Dysponuje trawiastą drogą startową o długości 980 m.